# Donau-Iller-Nahverkehrsverbund
Die Donau-Iller-Nahverkehrsverbund-GmbH (Akronym: DING) mit Sitz in Ulm organisiert als Verkehrsverbund den öffentlichen Nahverkehr im Alb-Donau-Kreis, im Landkreis Biberach, im Landkreis Neu-Ulm und in den Städten Ulm und Neu-Ulm. Von seiner Gründung am 1. Januar 1998 bis 2023 war DING ein Mischverbund, an dem die öffentliche Hand und Verkehrsunternehmen jeweils zur Hälfte beteiligt waren. Seit 2024 ist DING ein Aufgabenträgerverbund mit ausschließlich öffentlichen Gesellschaftern in der Rechtsform einer GmbH. Die öffentlichen Gesellschafter geben hierbei die Rahmenbedingungen für den Öffentlichen Personennahverkehr (ÖPNV) vor, während die Verkehrsunternehmen sie operativ auf Schiene und Straße umsetzen. In dem rund 3402 Quadratkilometer großen Verbundgebiet nutzen durchschnittlich 166.200 Fahrgäste täglich (Stand 2023) das Angebot. 

## Räumliche Abgrenzung
DING gehören in Baden-Württemberg der Stadtkreis Ulm sowie die Landkreise Alb-Donau und Biberach an. Außerdem ist das Tarifgebiet Hohenstadt (Landkreis Göppingen) angegliedert. In Bayern umfasst der Verbund die Stadt Neu-Ulm sowie den Landkreis Neu-Ulm.
Darüber hinaus gibt es in Übergangsgebieten folgende Kooperationen mit benachbarten Verkehrsverbünden, um die Fahrpreissprünge an den Tarifgrenzen abzumildern:
- Verkehrsverbund Neckar-Alb-Donau (naldo) im Westen mit Gebieten um Münsingen und Zwiefalten des Landkreises Reutlingen sowie zwischen Herbertingen und Bad Saulgau im Landkreis Sigmaringen.
- Bodensee-Oberschwaben Verkehrsverbund (bodo) im Süden mit den Städten Altshausen, Aulendorf und Bad Wurzach im Landkreis Ravensburg.
- Verkehrsverbund Mittelschwaben (VVM) im Süden mit der Stadt Memmingen.
- Verkehrs- und Tarifverbund Stuttgart (VVS) im Norden seit 1. August 2013 mit der Stadt Geislingen im Landkreis Göppingen.

## Tarifwesen
Das Tarifgebiet von DING und die angrenzenden Übergangsgebiete sind in Tarifwaben eingeteilt, die im Wabenplan als gleichförmige Sechsecke dargestellt und nach Nummern gekennzeichnet sind. Der Fahrpreis berechnet sich nach der Anzahl der Waben, die durchquert oder berührt werden. Dabei werden innerhalb von DING maximal neun Waben berechnet; wenn auch die Übergangsgebiete berührt werden, so kann der Maximalpreis bis zu elf Waben betragen. Im DING-Gebiet gelten einheitliche Fahrscheine und der einheitliche Verbundtarif. 
Seit Mai 2023 ist das Deutschlandticket in den Verbundtarif inkorporiert. Tickets sind in Bussen, an Automaten, in Kundencentern, an Verkaufsstellen der Eisenbahnverkehrsunternehmen, in einer App und im DB Navigator erhältlich.

## Verbundpartner
Die folgenden Gebietskörperschaften sind Gesellschafter von DING:
- Stadt Ulm
- Stadt Neu-Ulm
- Landkreis Alb-Donau-Kreis
- Landkreis Biberach
- Landkreis Neu-Ulm
- Land Baden-Württemberg

Neben den sechs Gesellschaftern gehört noch die Bayerische Eisenbahngesellschaft (BEG) als weiterer Aufgabenträger für den Schienenpersonennahverkehr in Bayern zu den Verbundpartnern.

## S-Bahn-Konzept
Im Dezember 2020 wurde das langgeplante Konzept Regio-S-Bahn-Donau-Iller im Verbundgebiet in einer ersten Umsetzungsstufe auf die Schiene gebracht. Seitdem werden die Regionalbahn-Linien von Ulm nach Memmingen und Weißenhorn als „Regio-S-Bahn“ (RS 7 und RS 71) bezeichnet. Ein Jahr später wurde der Betrieb der Regio-S-Bahn auf die Strecken Ulm–Biberach (RS 2/RS21), Ulm–Munderkingen (RS 3) und Ulm–Aalen (RS 5/51) ausgeweitet.
Da die vom Land verwendete Bezeichnung „RS“ keine offizielle Zuggattung ist, wurden die von DB Regio betriebenen Züge in Fahrplanmedien und Anzeigern als „RB RS“ geführt. Seit dem Fahrplanwechsel am 10. Dezember 2023 werden die Linien neu der Zuggattung Nahverkehrszug zugeordnet und als „N RS“ angezeigt. Die von der SWEG betriebenen Züge werden mit der EVU-eigenen Zuggattung als „SWE RS“ bezeichnet. Weitere Linien sollen zu den bisherigen sieben in den folgenden Jahren hinzukommen. Das S-Bahn-ähnliche Netz soll bis 2030 elf Linien und einen 30-Minuten-Takt aufweisen.
Koordiniert wird das Konzept der Regio-S-Bahn Donau-Iller vom gleichnamigen Verein, der eine von DING unabhängige Struktur darstellt und dessen Gebiet nicht deckungsgleich mit dem Verbundgebiet ist.

## Weblink
- Offizielle Website